# Heinrich Schirmbeck
Heinrich Schirmbeck (* 23. Februar 1915 in Recklinghausen; † 4. Juli 2005 in Darmstadt) war ein deutscher Schriftsteller, Kultur- und Wissenschaftsphilosoph, Friedens- und Umweltaktivist.

## Leben und Werk
Heinrich Schirmbeck, dessen gleichnamiger Vater, ein Eisenbahnangestellter der Preußischen Staatsbahnen, 1917 im Ersten Weltkrieg fiel, wuchs in Recklinghausen auf. Seine Mutter war Elise Schirmbeck, geborene Gräbe. Er besuchte nach der Volksschule ab 1925 die Realschule und ab 1931 die Oberrealschule (das Hittorf-Gymnasium in Recklinghausen), an der er 1934 sein Abitur ablegte. Bereits während seiner Schulzeit engagierte er sich in Jugendgruppen der SPD und des Reichsbanners. Nach dem Abitur wurde er zu einem Studium nicht zugelassen.
Von 1935 bis 1937 absolvierte er eine Buchhändlerlehre in einer medizinischen Fachbuchhandlung in Frankfurt am Main. In dieser Zeit erschienen erste Beiträge von ihm in verschiedenen Zeitschriften. Von 1937 bis 1938 war er Sortimentsgehilfe in Halle an der Saale und Nürnberg. 1938 wurde er Werbeleiter der
Akademischen Verlagsgesellschaft Athenaion in Potsdam, im darauf folgenden Jahr Propagandist beim Ullstein Verlag in Berlin und 1939 bis 1940 schließlich bei der Frankfurter Zeitung, für deren Feuilleton Schirmbeck bis 1943 regelmäßig Beiträge lieferte. In diese Jahre fiel auch der Beginn der Freundschaft mit Peter Suhrkamp und Hermann Kasack. Ab 1940 war Schirmbeck Soldat. Kurz vor Kriegsende desertierte er – eine Erfahrung, die er in der Erzählung Die Flucht verarbeitet. Er begab sich 1945 in US-amerikanische Kriegsgefangenschaft, aus der er bereits im September 1945 entlassen wurde.
Von 1946 bis 1950 war er Redakteur des Feuilletons der Schwäbischen Zeitung in Leutkirch im Allgäu und gleichzeitig Mitarbeiter der Badischen Zeitung in Freiburg im Breisgau. 1950 wechselte er als Werbeleiter zur Deutschen Zeitung und Wirtschaftszeitung in Stuttgart, 1951 wurde er Werbeleiter der Frankfurter Illustrierten. Seit 1952 war Schirmbeck freier Schriftsteller und Rundfunkautor; er verfasste als Mitarbeiter aller deutschen Rundfunkgesellschaften mehr als 250 Rundfunkbeiträge aus verschiedenen Wissenschaftsgebieten. Von 1955 bis 1967 wohnte er in Frankfurt am Main, seitdem war er in Darmstadt auf der Rosenhöhe ansässig.
Die Essays und Erzählungen von Heinrich Schirmbeck verbinden literarische, ethische und naturwissenschaftliche Themen. 1957 erschien sein Roman Ärgert dich dein rechtes Auge, der heute als Schirmbecks Hauptwerk gilt. Der Roman handelt von dem Ich-Erzähler Thomas Grey, einem Kybernetiker und Abkömmling einer französischen Seidenhändlerfamilie, der in der an Paris angelehnten Stadt Sybaris in eine undurchsichtige Spionagehandlung verwickelt wird. Stilistisch ist der Roman von ausschweifenden Gesprächen geprägt, in denen ein „Amalgam so gut wie aller zeitgenössischer Themen, Moden und Deutungen“ der 50er Jahre zur Sprache kommt. Während die englische Übersetzung des Romans von den US-amerikanischen Kritikern teilweise euphorisch aufgenommen und mit Thomas Manns Zauberberg verglichen wurde, fielen die deutschen Rezensionen eher gemischt aus.
Neben seiner schriftstellerischen Tätigkeit war Schirmbeck nach dem Krieg auch wieder politisch aktiv: Er engagierte sich in den 1950er-Jahren gegen die Wiederbewaffnung der Bundesrepublik Deutschland, später gegen die Atomrüstung und die Kernkraftwerke und in den 1980er-Jahren gegen den NATO-Doppelbeschluss.
Schirmbeck war seit 1959 Mitglied des PEN-Zentrums der Bundesrepublik Deutschland, seit 1962 der Deutschen Akademie für Sprache und Dichtung in Darmstadt und seit 1964 der Akademie der Wissenschaften und der Literatur in Mainz. Ab 1969 gehörte er dem Akademischen Rat der Humboldt-Gesellschaft an.
Er war in erster Ehe von 1940 bis zur Scheidung 1955 verheiratet mit Ursula Schirmbeck, geborene Possekel. Aus dieser Verbindung stammten die Kinder Heinrich, Peter, Christian und Lucinde Schirmbeck. 1966 heiratete er Eveline Roßberg, mit der er bis zur Scheidung 1967 verheiratet war. Deren gemeinsame Tochter war Katja Schirmbeck.
Heinrich Schirmbeck starb mit neunzig Lebensjahren am 4. Juli 2005 in Darmstadt.

## Nachwirkung
Um das Werk des Schriftstellers lebendig zu halten, wurde ein Förder- und Freundeskreis „Heinrich Schirmbeck“ aufgebaut. Besonders Schriftsteller, die sich um die deutsche Sprache verdient gemacht haben, sollten neben Firmen und Privatpersonen Mitglieder werden.
In Wiesbaden, um den dort ansässigen Verleger Immo Hilbinger, konstituierte sich 2005 aus dem Förder- und Freundeskreis die gemeinnützige „Heinrich Schirmbeck-Gesellschaft“. 2012 wurde die Sitzverlegung der Schirmbeck Gesellschaft auf die Rosenhöhe ins Schirmbeck Haus beschlossen.
Im August 2017 wurde aus der Heinrich Schirmbeck Stiftung die Helga und Heinrich Schirmbeck „Schriftsteller der Rosenhöhe“ Stiftung – die in den Publikationen zukünftig unter der Bezeichnung Schirmbeck Stiftung benannt wird und der Sitz wurde ebenfalls auf die Rosenhöhe nach Darmstadt verlegt.
Am 16. September 2017 wurde im offenen Haus des evangelischen Dekanates der Stadt Darmstadt die „Heinrich Schirmbeck Friedensuniversität“ als eingetragene Genossenschaft (eG) gegründet. Die Friedensuniversität soll als Bildungseinrichtung Frieden als Produktivgut in der Welt gesellschafts- und wirtschaftsfähig machen, ebenso in die naturwirtschaftliche Gesamtrechnung die auch in dieser Institution vermittelt werden wird, das Bruttosozialglück als Gemeinwirtschaftlicher Wert definieren. Gleichzeitig wird der Einrichtung ein Forschungs- und Lehrinstitut für globale Co-operative Gesellschaftsentwicklung als Institut angegliedert.

## Ehrungen und Auszeichnungen
- 1929 Anerkennungsurkunde der Deutschen Reichsregierung zum 10. Verfassungstag am 11. August 1929 für republikanisch-freundliches Engagement
- 1950 Großer Literaturpreis der Akademie der Wissenschaften und der Literatur in Mainz
- 1959 Mitgliedschaft beim PEN-Zentrum der Bundesrepublik Deutschland
- 1961 Förderpreis für Literatur zum Immermann-Preis der Stadt Düsseldorf
- 1962 ordentliche Mitgliedschaft bei der Deutschen Akademie für Sprache und Dichtung, Darmstadt
- 1964 Akademie der Wissenschaften und der Literatur. Mainz
- 1973 Certificate of Merit by Dictionary of International Biography Cambridge
- 1980 Johann-Heinrich-Merck-Ehrung der Stadt Darmstadt
- 1991 Große Stadtplakette der Stadt Recklinghausen[4]
- 1995 Goetheplakette der Stadt Frankfurt am Main.
- Ehrensold des Landes Hessen

## Werke
- Die Fechtbrüder, Berlin 1944 (Neuauflage: Mainz 1995)
- Gefährliche Täuschungen: Erzählung, Berlin 1947
- Das Spiegellabyrinth, Freiburg i.Br. 1948
- Ärgert dich dein rechtes Auge, Darmstadt 1957 (Neuauflage: Wiesbaden 2005)
- Der junge Leutnant Nikolai. Roman, Darmstadt 1958
- Die Formel und die Sinnlichkeit: Bausteine zu einer Poetik im Atomzeitalter, München 1964
- Die Nacht vor dem Duell, Frankfurt a. M. [u. a.] 1964
- Ihr werdet sein wie Götter: Der Mensch in der biologischen Revolution, Düsseldorf [u. a.] 1966
- Vom Elend der Literatur im Zeitalter der Wissenschaft, Mainz 1967
- Aurora. Frühe Erzählungen, Göttingen 1968
- Träume und Kristalle. Phantastische Erzählungen, Frankfurt 1968
- Die moderne Literatur und die Erziehung zum Frieden. Essay, Mainz 1970
- Tänze und Ekstasen. Erzählungen, Darmstadt 1973
- Schönheit und Schrecken: zum Humanismusproblem in der modernen Literatur. Essay, Mainz 1977. 247 S. ISBN 3-7758-0921-X
- Franz Nauen : (1887–1959) ; Porträt eines Pädagogen der Weimarer Zeit, Mainz 1980
- Die Pirouette des Elektrons. Meistererzählungen, Düsseldorf 1980 (Neuauflage: Wiesbaden 2005)
- Für eine Welt der Hoffnung, Darmstadt 1988
- Ein Leben für die Zukunft, Recklinghausen 1995
- Gesang im elektrischen Stuhl, Weilerswist 1995
- Die Angst des Ödipus: zum sozial-ethischen Defizit der Moderne, Frankfurt am Main [u. a.] 1996
- Gestalten und Perspektiven: Essays, Porträts und Reflexionen aus fünf Jahrzehnten, Darmstadt 2000. 485 S. ISBN 3-534-15109-7
- Der Kris, Wiesbaden 2005. 100 S. ISBN 3-927110-21-3

Übersetzungen
- O. Henry: Straßen des Schicksals, Heidelberg-Waibstadt 1947

Herausgeber
- Ernst Johann, Heinrich Schirmbeck (Hrsg.): Elisabeth Langgässers Darmstädter Jahre: ein Rückblick mit Beiträgen von Walter Dirks u. a. Liebig, Darmstadt 1981. ISBN 3-87390-054-8